# GNR-Klasse C1 (1898)
Die ab 1898 gebauten Dampflokomotiven der Klasse C1 der britischen Bahngesellschaft Great Northern Railway (GNR) waren die ersten Schlepptenderlokomotiven der Bauart Atlantic (Achsfolge 2’B1’) in Großbritannien. 22 Maschinen wurden nach einem Entwurf von Henry A. Ivatt, dem Chief Locomotive Superintendent der GNR, zwischen 1898 und 1903 gebaut. Ab 1902 folgten weitere Maschinen einer verstärkten Bauart mit größeren Kesseln, die von der GNR ebenfalls als C1 bezeichnet wurden. Im Zuge der Umsetzung des Railways Act 1921 ging die GNR 1923 in der London and North Eastern Railway (LNER) auf, die die Lokomotiven als Klasse C2 einstufte, während die Bauart mit größeren Kesseln auch bei der LNER als C1 eingeordnet wurde. Zwischen 1935 und 1946 musterte die LNER alle Maschinen der Klasse C2 aus. Die erstgebaute Lokomotive, Nr. 990 Henry Oakley, blieb erhalten und gehört dem National Railway Museum (NRM) in York.

## Geschichte
Ivatt übernahm 1896 nach dem Tod seines Vorgängers Patrick Stirling den Posten als Chief Locomotive Superintendent der GNR und war damit für die gesamte Lokomotiventwicklung der Gesellschaft verantwortlich. In den 1890er Jahren stiegen infolge der wachsenden Nachfrage die Zuglasten im Expresszugverkehr stetig an, insbesondere auf der East Coast Main Line (ECML), deren Abschnitt zwischen London und Doncaster der GNR gehörte. Die von Stirling für den Expresszugverkehr entwickelten und seit 1870 weitgehend unverändert gebauten Single-Lokomotiven erreichten zwar hohe Geschwindigkeiten, für die sie weithin bekannt wurden, sie bekamen jedoch aufgrund ihres geringen Reibungsgewichts zunehmend Probleme mit den Zuglasten. Sie waren zudem durch ihre hohe Achslast für den hohen Unterhaltungsaufwand der GNR-Strecken verantwortlich. Ivatt entschloss sich daher, die in den USA und Kontinentaleuropa ab Mitte der 1890er Jahre eingeführte Bauart Atlantic zu erproben; das Board of Directors der GNR erteilte ihm dazu im Februar 1897 den Auftrag zur Entwicklung einer Probelokomotive.
Die erste britische Atlantic verließ die Werkshallen der GNR-Werkstatt in Doncaster im Frühjahr 1898 mit der GNR-Nummer 990. Sie erhielt nach dem General Manager der GNR den Namen Henry Oakley; bis 1922 blieb die für £2522 beschaffte Lokomotive die einzige GNR-Maschine mit Namen. Die Lokomotivpersonale gaben der Lokomotive und den bald folgenden Serienlieferungen den Spitznamen Klondikes (auch Klondykes), in Anlehnung an den kurz zuvor bekannt gewordenen Klondike-Goldrausch im kanadischen Yukon-Territorium. Probefahrten zeigten, dass die neue Lokomotive gut für hohe Geschwindigkeiten geeignet war und mit den gestellten Aufgaben auf der ECML gut zurecht kamen. Insbesondere der Kessel erwies sich als sehr leistungsfähig und guter Dampfmacher. Ökonomisch nachteilig war jedoch, dass die Zylinder etwas zu klein waren. Im Jahr 1900 folgte eine erste Serienlieferung von zehn Stück. Eine weitere Lokomotive folgte 1902 und wurde versuchsweise als Vierzylinderlokomotive ausgeführt. Diese bewährte sich jedoch nicht, sie wurde daher 1911 auf die Serienbauart mit zwei Zylindern umgebaut. Obwohl Ivatt 1902 bereits eine verstärkte Bauart mit größeren Kesseln entwickelt hatte, kamen 1903 nochmals zehn Lokomotiven der Bauart von 1898 in den Bestand der GNR. Da beide Bauarten von der GNR als C1 bezeichnet wurden, bürgerte sich zur Unterscheidung auch die Bezeichnung der älteren Serien als „Small Ivatts“ oder „Small Atlantics“ ein, die ab 1902 gelieferten Maschinen wurden bei Eisenbahnern und Trainspottern als „Large Ivatts“ oder „Large Atlantics“ bekannt. Im Unterschied zur ersten Lokomotive erhielten alle Lokomotiven der Serienlieferung lediglich Nummern und keine Namen.

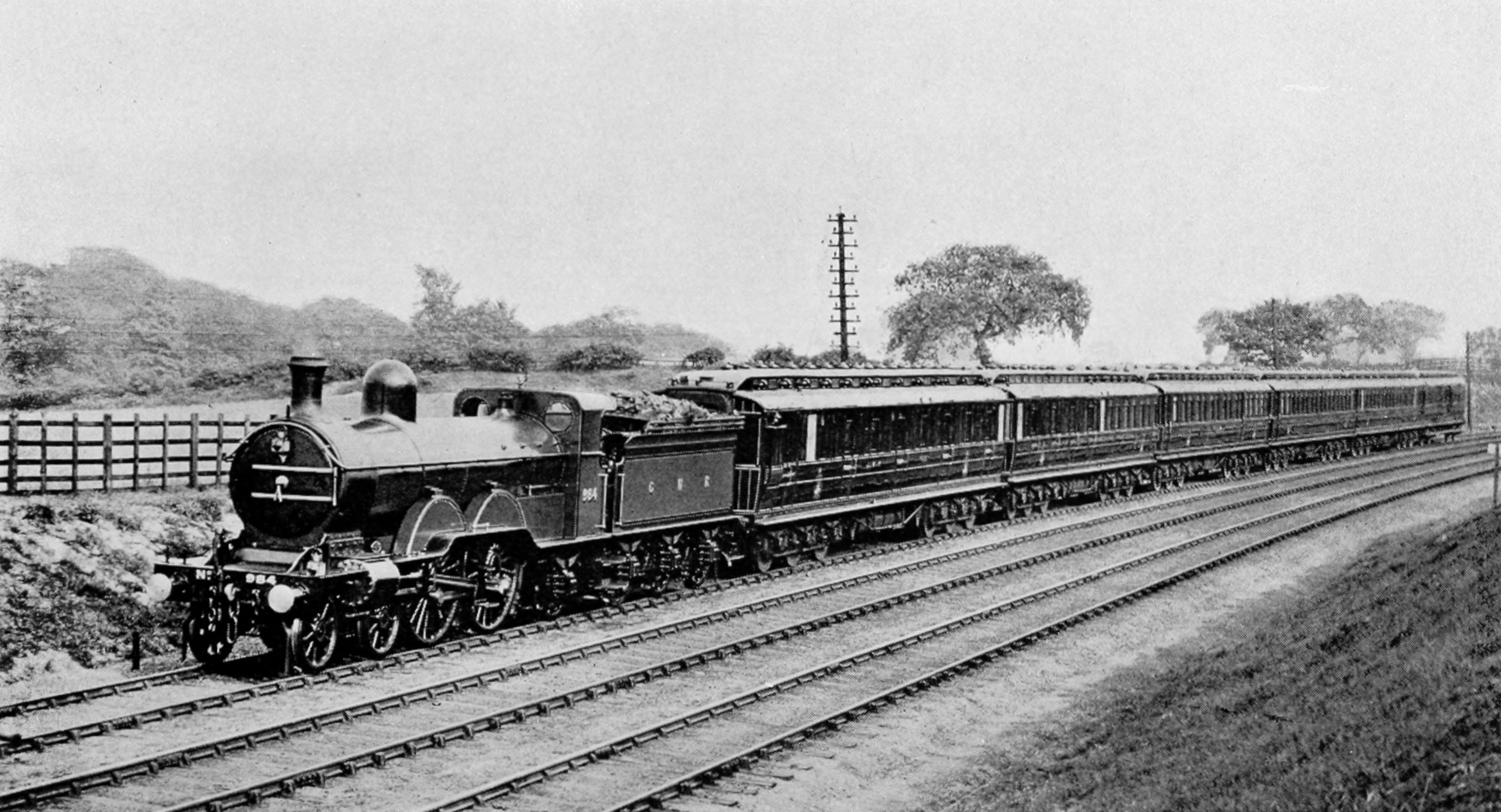
Lokomotive Nr. 984 um 1910 vor einem schweren Expresszug der GNR

Die C1 übernahmen auf dem GNR-Abschnitt der ECML die schweren Expresszugleistungen. 1905 waren die 22 Maschinen entlang der ECML auf die Depots in London King’s Cross, Peterborough, Grantham und Doncaster verteilt. Nachdem ab 1904 C1-Lokomotiven der verstärkten Bauart zur Auslieferung kamen, übernahmen diese allmählich die schwereren Leistungen und die älteren C1 beschränkten sich auf leichtere Züge. 1923 übernahm die LNER die GNR und stufte die älteren C1 der GNR in ihrem Bezeichnungsschema als C2 ein. Im gleichen Jahr kamen erstmals Lokomotiven dieser Klasse in Depots abseits der ECML, drei Maschinen übernahmen von Cambridge aus Leistungen zwischen London und Hitchin. 1924 und 1925 stationierte die LNER weitere Maschinen in Starbeck bei Harrogate, einem ehemaligen Depot der North Eastern Railway (NER). Von dort übernahmen sie Leistungen zwischen Leeds, Hull, Scarborough und Newcastle. Die wichtigsten Leistungen auf der ECML hatten zu diesem Zeitpunkt bereits die neuen A1-Pacifics übernommen. Bis Mitte der 1930er Jahre bespannten die C2 weiter Personenzüge und nachrangige Expresszüge, gelegentlich vertraten sie die neueren C1 vor schnelleren Zügen. In den 1920er Jahren gehörten zu ihren Aufgaben auch Güterzugleistungen, so etwa vor schnellen Güterzügen für den Speisefischtransport. Für einen Weiterbetrieb wäre ein Ersatz der inzwischen verschlissenen Kessel nötig geworden, die LNER begann daher ab 1935 mit der Ausmusterung der Maschinen, die inzwischen als zu wenig leistungsfähig eingestuft wurden. Zu Beginn des Zweiten Weltkriegs waren noch fünf Maschinen vorhanden. Aufgrund des kriegsbedingten gestiegenen Lokomotivbedarfs blieben diese Maschinen zunächst im Bestand der LNER, sie wurden aber bald nach Kriegsende bis 1946 ausgemustert.

## Technik
Die Maschinen erhielten einen konventionellen Blechrahmen. Der Antrieb mit außenliegenden Zylindern wirkte auf die zweite Kuppelachse. Zunächst wurden alle Maschinen als Nassdampflokomotiven gebaut. Ab 1909 hatte sich der Überhitzer nach dem Patent von Wilhelm Schmidt hinreichend bewährt und die GNR begann damit, ihre C1-Lokomotiven auf Heißdampf umzubauen. In diesem Zug ersetzte sie auf Empfehlung von Wilhelm Schmidt die bislang verwendeten Flachschieber durch Kolbenschieber, zudem wurde der Zylinderdurchmesser von 19 auf 20 inch vergrößert. Die Umrüstung zog sich bis 1925 hin, wobei ab 1914 Robinson-Überhitzer statt des Schmidt-Überhitzers eingebaut wurden. In den ersten Jahren traten zudem mehrfach Rahmenbrüche auf. Daraufhin wurden ab 1919 bei Reparaturen im Bereich der Zylinder etwas dickere Rahmenplatten und zusätzliche Befestigungen eingebaut, wobei teilweise nur jeweils eine Seite des Rahmens verstärkt wurde. Ab 1913 erhielten mit Ausnahme von zwei Maschinen alle Exemplare eine etwas verlängerte Rauchkammer, um den Funkenflug zu reduzieren.

## Verbleib
Nach ihrer Ausmusterung wurden mit Ausnahme der ersten Lokomotive alle Maschinen verschrottet. 1937 musterte die LNER auch den Prototypen der Klasse aus, die inzwischen als Nr. 3990 bezeichnete und zuletzt in Lincoln stationierte Henry Oakley. Die Maschine war in Lincoln eine Zeitlang zusammen mit einer weiteren C2 stationiert gewesen, die daraufhin vom Personal den Spitznamen Annie Oakley erhalten hatte. Bis zu ihrer Ausmusterung hatte sie insgesamt 1,296 Mio. Kilometer im Dienst der GNR und LNER zurückgelegt. Ihre lokomotivhistorische Bedeutung als erste britische Atlantic wurde zu dieser Zeit bereits erkannt; sie wurde daraufhin im Januar 1938 im Museum der LNER in York, dem Vorgänger des heutigen NRM, aufgestellt. 1953 wurde sie von British Railways wieder betriebsfähig hergerichtet und für einige Jahre vor Sonderzügen eingesetzt. Zur 150-Jahr-Feier der britischen Eisenbahnen im Jahr 1975 wurde die Maschine erneut aufgearbeitet und nahm an der Jubiläumsparade in Darlington teil. 1977 bespannte sie leihweise Züge auf der Museumsbahn Keighley and Worth Valley Railway, musste aber aufgrund von Kesselproblemen vorzeitig aus dem Dienst genommen werden. Als stationäres Ausstellungsstück steht die Maschine seit einigen Jahren als Leihgabe des NRM im Bressingham Steam Museum.